# Joseph Stefano
Joseph Stefano, né Joseph William Stefano, (5 mai 1922 à Philadelphie, États-Unis – 25 août 2006 à Thousand Oaks, États-Unis) est un scénariste américain.
Compositeur de musique pop dans les années 1940, il commence, à partir de 1958, à écrire des scénarios avec Anna di Brooklyn de Vittorio De Sica et L'Orchidée noire de Martin Ritt. En 1960, son agent convainc Alfred Hitchcock de l'engager pour Psychose, avec lequel il remporte le prix Edgar-Allan-Poe. Très satisfait, le réalisateur lui propose d'autres films comme Pas de printemps pour Marnie, mais Stefano préféra produire la série Au-delà du réel. En 1964, il réalise son seul film, The Ghost of Sierra de Cobre. Il poursuit sa carrière en diversifiant les genres, passant du thriller (Les Griffes de la peur, 1969) à la comédie (Futz!, 1969). Durant les années 1970 et 1980, il travailla pour la télévision.
En 1990, il écrit la préquelle de Psychose, Psychose 4 (Psycho IV: The Beginning). Il développe la série Swamp Thing pour USA qui durera trois saisons. Il écrit son dernier scénario en 1995 avec Instant de bonheur qui met en scène Al Pacino. Deux ans plus tard, après quelques épisodes de Au-delà du réel: l'aventure continue, il sera le conseiller technique de Psycho réalisé par Gus Van Sant, qui reprend son script original.

## Filmographie
| Année | Titre francophone      | Titre original               | Réalisateur                               | Métrage | Durée       |
| ----- | ---------------------- | ---------------------------- | ----------------------------------------- | ------- | ----------- |
| 1958  | Anna de Brooklyn       | Anna di Brooklyn             | Vittorio De Sica et Carlo Lastricati (it) | (LM)    | 98 minutes  |
| 1958  | L'Orchidée Noire       | The Black Orchid             | Martin Ritt                               | (LM)    | 95 minutes  |
| 1960  | Psychose               | Psycho                       | Alfred Hitchcock                          | (LM)    | 109 minutes |
| 1961  | La Lame nue            | The Naked Edge               | Michael Anderson                          | (LM)    | 100 minutes |
| 1964  | -                      | The Ghost of Sierra de Cobre | Joseph Stefano                            | (TV)    | -           |
| 1969  | Les Griffes de la peur | Eye of the Cat               | David Lowell Rich                         | (LM)    | 102 minutes |
| 1969  | -                      | Futz!                        | Tom O'Horgan                              | (LM)    | 92 minutes  |
| 1971  | -                      | Revenge                      | Jud Taylor                                | (TV)    | 75 minutes  |
| 1971  | -                      | A Death of Innocence         | Paul Wendkos                              | (TV)    | 73 minutes  |
| 1972  | Reveillon en famille   | Home for the Holidays        | John Llewellyn Moxey                      | (TV)    | 73 minutes  |
| 1973  | -                      | The Magician                 | Marvin J. Chomsky                         | (TV)    | 90 minutes  |
| 1974  | -                      | Live Again, Die Again        | Richard Colla                             | (TV)    | 78 minutes  |
| 1974  | -                      | Aloha Means Goodbye          | David Lowell Rich                         | (TV)    | 95 minutes  |
| 1977  | -                      | Snowbeast                    | Herb Wallerstein                          | (TV)    | 86 minutes  |
| 1987  | -                      | The Kindred                  | Stephen Carpenter                         | (LM)    | 91 minutes  |
| 1988  | -                      | Blackout                     | Doug Adams                                | (LM)    | 87 minutes  |
| 1990  | Psychose 4             | Psycho IV: The Beginning     | Mick Garris                               | (TV)    | 96 minutes  |
| 1995  | Instant de bonheur     | Two Bits                     | James Foley                               | (LM)    | 85 minutes  |
| 1998  | Psycho                 | Psycho                       | Gus Van Sant                              | (LM)    | 105 minutes |

## Prix
- Prix Edgar-Allan-Poe du meilleur scénario pour Psychose